# Southern Region, Malawi
Southern Region ("Södra regionen") är en av tre regioner i Malawi. Den administrativa huvudorten är Blantyre.
Tolv av landets 27 distrikt ligger i Southern Region: Balaka, Blantyre, Chikwawa, Chiradzulu, Machinga, Mangochi, Mulanje, Mwanza, Nsanje, Phalombe, Thyolo och Zomba.